# Алалкоменеј
Алалкоменеј (грч. Ἀλαλκομένης) је први човек који је поникао у Беотији. По легенди је поникао из језера Копаиде. Према некима је Алалкоменеј први човек који је спонтано потекао из земље, чак пре него је први човек створен од глине од стране Прометеја.

## Митологија
По митологији је Алалкоменеј епонимни творац и херој града Алалкомене. Такође се претпоставља да је неговатељ и васпитач богиње Атене (по чему је дат епитет богињи Атени- Атена Алалкомејис (Athena Alalcomeneis)).
Према Плутарху, кад је Хера после једне свађе напустила Зевса, Алалкоменеј га је саветовао да начини дрвену лутку и да је обучену као невесту спроведе свадбеном поворком. Када је за то чула, Хера је похитала да заустави венчање, међутим, пошто је открила да је у питању смицалица, праснула је у смех и помирила се са Зевсом. У спомен Зевсовог и Хериног помирења је установљен празник Дедале.
Алалкоменејева супруга се звала Атенеја, а син Глаукопус. Оба имена су изведена од имена богиње Атене или неког од њених епитета.